# Emma Padilla
Emma Padilla (Ciudad de México, 8 de marzo de 1900-Ciudad de México, 2 de julio de 1966) fue la primera estrella del cine mexicano. Tenía gran parecido con la actriz italiana de cine Pina Menichelli, de quien también copió sus expresiones particularmente en La luz (1917), que era esencialmente una copia de la exitosa película italiana Il Fuoco (1915) protagonizada por Menichelli.

## Filmografía
- La luz (1917)
- Hasta después de la muerte (1920)